# Château de Villemartin
Le château de Villemartin est un château situé à Gaja-et-Villedieu, en France.

## Localisation
Le château est situé sur la commune de Gaja-et-Villedieu, dans le département français de l'Aude.

## Historique
Alexandre Guiraud, alors propriétaire du domaine, y fait remonter le cloître du couvent des Carmes de Perpignan, détruit au début du XIXe siècle (dont l'église des Carmes de Perpignan fait partie). Il y consacre le titre d'une de ses œuvres, Le Cloître de Villemartin, poésie.
L'édifice est inscrit au titre des monuments historiques en 1983 et classé en 2015.